# 神奈川県道717号沼田国府津線

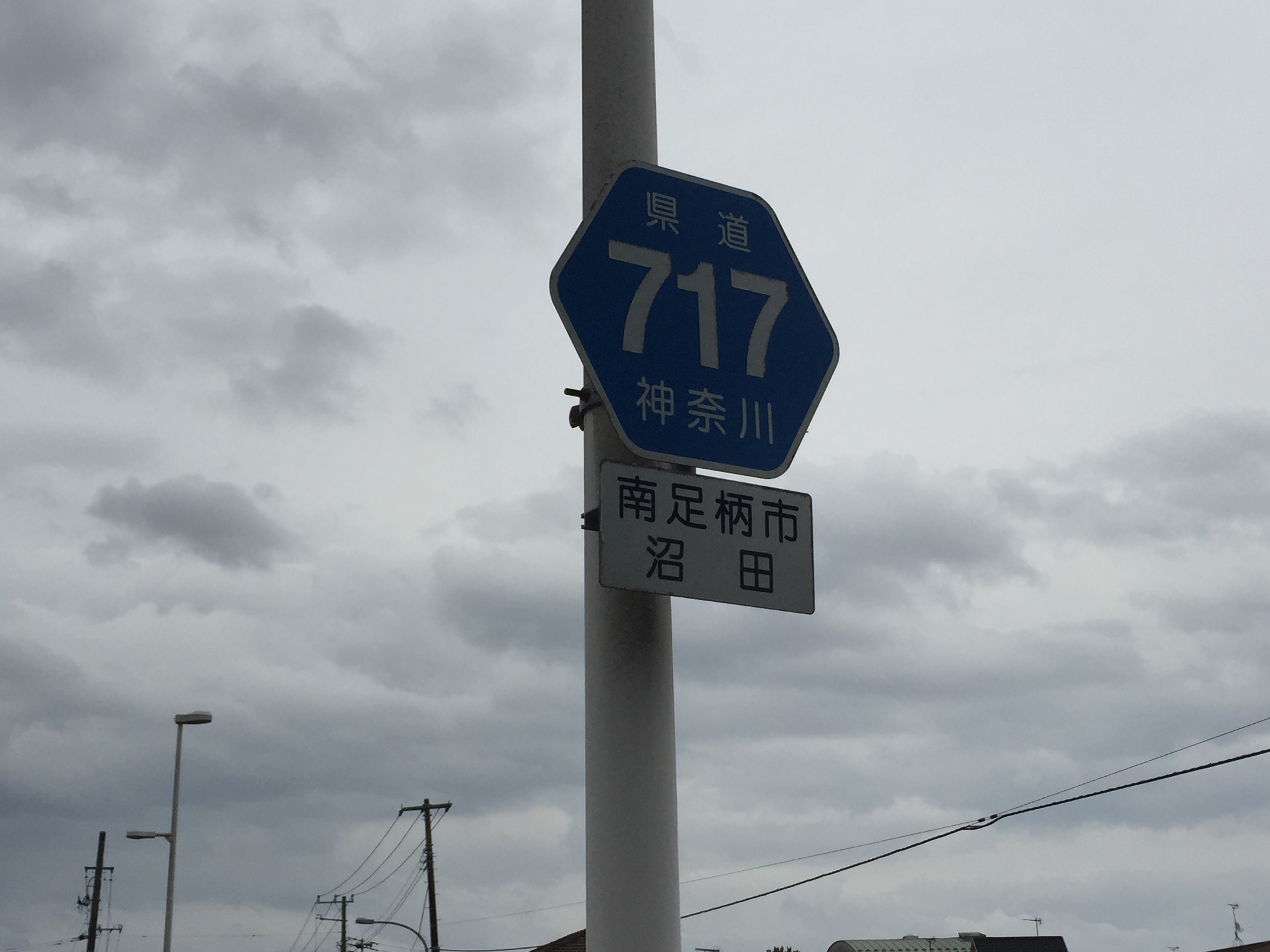
県道番号標示（南足柄市沼田）

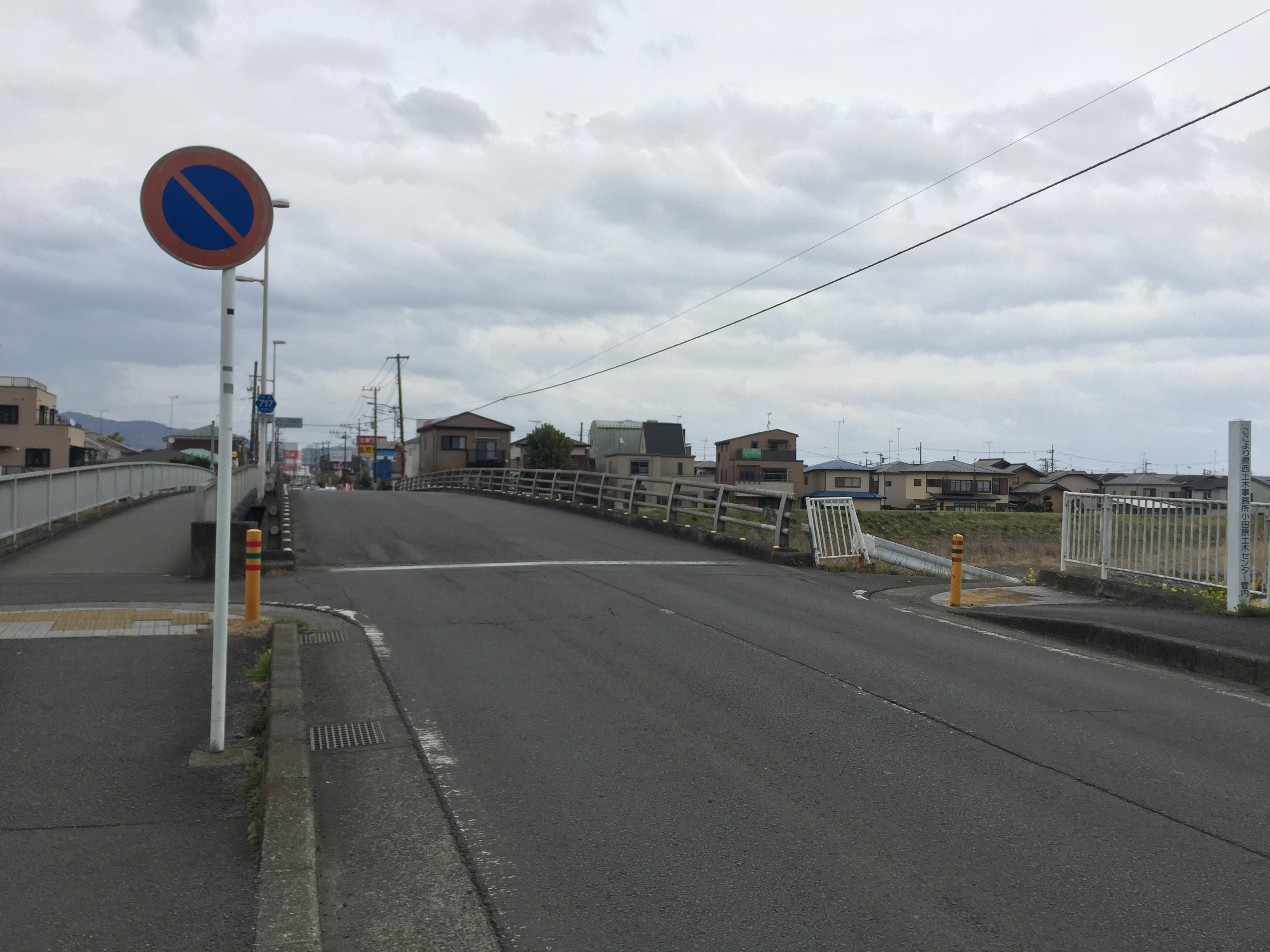
小田原市・南足柄市境の山道橋（小田原市新屋・南足柄市沼田）

神奈川県道717号沼田国府津線（かながわけんどう717ごう ぬまたこうづせん）は、神奈川県南足柄市と小田原市を結ぶ一般県道。酒匂川やその支流など多数の河川を渡りながら、小田原市東部を東西に結ぶ。現在、都市計画道路穴部国府津線（小田原環状道路）としてバイパス整備が進められている。この道路が開通すると、巡礼街道の多少の渋滞解消も期待できる。

## 概要
- 総延長：6.6km
- 起点：南足柄市沼田・小田原市北ノ窪 沼田交差点（神奈川県道74号小田原山北線接続）
- 終点：小田原市国府津 第一森戸橋西側交差点（神奈川県道72号松田国府津線接続）
- 認定年月日：1960年（昭和35年）4月1日
- Google マップ - 本線
- Google マップ - 別線（旧道）

## 路線状況
都市計画道路として整備された、富士見大橋東側交差点 - 第一森戸橋西側交差点は片側2車線であるが、その他の区間は、片側1車線である。

### 重複区間
- 堀之内交差点 - 名称なし（飯田岡）（神奈川県道720号怒田開成小田原線）
- 富士見大橋東側交差点 - 豊川支所前交差点（神奈川県道711号小田原松田線）

### 交通量
平成22年度道路交通センサスより24時間交通量
- 小田原市新屋 9,745
- 小田原市桑原 6,372
- 小田原市中里 13,153
- 小田原市成田 11,283

### 最高速度
バイパス整備された、富士見大橋東側交差点‐第一森戸橋西側交差点の間は、2016年10月18日から最高速度が50km/hから60km/hに変更されている。

## 地理

### 通過する自治体
- 神奈川県
  - 南足柄市 - 小田原市

### 経路および交差・接続する道路・河川・鉄道路線
- 神奈川県南足柄市
  - 沼田交差点（神奈川県道74号小田原山北線） - 小田原市との境界線上に存在。
  - 踏切（名称不明）（伊豆箱根鉄道大雄山線）
  - 山道橋（狩川）
- 神奈川県小田原市
  - 橋梁（名称不明）（仙了川）
  - 踏切（小田急小田原線）
  - 堀之内交差点（旧県道717号・神奈川県道720号怒田開成小田原線） - ここより都市計画道路穴部国府津線区間
  - 信号交差点（飯田岡）（神奈川県道720号怒田開成小田原線）
  - 富士見大橋（酒匂川）
  - 富士見大橋東側交差点（神奈川県道711号小田原松田線）
  - 鬼柳堰橋（鬼柳堰）
  - 豊川支所前交差点（神奈川県道711号小田原松田線）
  - 成田南交差点（国道255号）
  - 石神交差点（旧県道717号・県道717号別線） - 旧道はこの交差点以南のみ県道指定が解除されていない。
  - 立体交差（小田原厚木道路）
  - 下堀橋（酒匂堰）
  - 高田橋（関口川）
  - 高田浄水場西側交差点（県道717号別線）
  - 橋梁（名称不明）（森戸川）
  - 橋梁（名称不明）（剣沢川）
  - 立体交差（東海道新幹線）
  - 第二森戸橋（森戸川）
  - 第一森戸橋西側交差点（神奈川県道72号松田国府津線）

#### 別線（旧道区間）
- 神奈川県小田原市
  - 石神交差点（県道717号本線）
  - 立体交差（小田原厚木道路）
  - 矢作交差点（神奈川県道718号鴨ノ宮停車場矢作線）
  - 万石橋（酒匂堰）
  - 高田入口交差点（旧県道717号）
  - 橋梁（名称不明）（関口川）
  - 高田浄水場西側交差点（県道717号本線）

### 周辺
- 相模沼田駅
- 富水駅
- 小田原市立東富水小学校
- 小田原アリーナ
- 小田原市立矢作小学校
- 小田原パーキングエリア
- 高田浄水場
- 国府津車両センター
- 御殿場線 - 交差なし、沿線に駅なし（国府津 - 下曽我間）
- 小田原市立国府津中学校
- 小田原市立国府津小学校

## 旧経路
高田入口交差点を左折せず、直進して国府津小入口交差点の約500m手前で、神奈川県道72号松田国府津線の旧別線に接続するルート（Google マップ）が、バイパスの高田浄水場経由に付け替えられるまで指定されていた。この約500mの間は、神奈川県道72号松田国府津線の旧別線であったが、ここも同時に指定が解除されている。
またバイパス工事の進展に伴い、堀之内交差点から東に進み、桑原交差点・成田西交差点・東成田交差点を経て石神交差点までの区間（Google マップ）も指定が解除された。

### 経路および交差・接続する道路・河川・鉄道路線
- 神奈川県小田原市
  - 堀之内交差点（県道717号現道・神奈川県道720号怒田開成小田原線）
  - 富士道橋（酒匂川）
  - 桑原交差点（国道255号・神奈川県道711号小田原松田線）
  - 成田西交差点（神奈川県道711号小田原松田線）
  - 成田交差点（国道255号）
  - 東成田交差点（神奈川県道716号成田下曽我停車場線）
  - 石神交差点（県道717号現道）
  - 高田入口交差点（県道717号現道）
  - 立体交差（東海道新幹線）
  - 信号無交差点（国府津・田島）（神奈川県道72号旧別線）